# رنگین‌کمان (برنامه تلویزیونی)
رنگین‌کمان یک برنامه تلویزیونی ویژه کودکان است که پخش آن از سال ۱۳۸۰ از شبکه پنج سیما آغاز شده و هم‌اکنون هر روز حدود ساعت ۱۵:۰۰ پخش می‌شود. در این برنامه از عروسک‌های مختلفی استفاده شده‌است. پخش برنامه رنگین کمان از خرداد ۱۳۹۵ تا نوروز ۱۳۹۸ متوقف شد. رنگین‌کمان هم‌اکنون مجدداً از شبکه پنج درحال پخش است.
تیتراژ این برنامه در شرکت آریا به مدیریت  آقای محمد ابوالحسنی  بود .تیم اجرایی آن با مدیریت محمد سید علوی   بصورت  انیمیشن  سه بعدی ساخته شد. 
از نمونه کارهای دیگه  به تیتراژ تند تند کارتون و کارتون ننه پارمیدا و ساختمان سیزده نیز اشاره کرد.

## تاریخچه
در ابتدا شبکه پنج سیما به علی‌اکبر ذاکری، تهیه‌کننده برنامه‌های کودک و نوجوان، سفارش یک برنامه سه‌ماهه برای کودکان و نوجوانان را داد. پس از آنکه برنامه با استقبال فراوانی روبرو شد، ساخت و پخش آن ادامه یافت. این برنامه در گذشته زنده پخش می‌شد اما امروزه پخش آن هم به‌صورت زنده و هم تولیدی است.

## عوامل

### مجریان
- سارا روستاپور (در نقش خاله سارا)[۲][۳]
- آزاده آل‌ایوب (در نقش خاله نرگس)[۴]
- زیبا بنماران (در نقش خاله زیبا)[۵]
- صابر ابر (در نقش عمو نیما)[۶][۷]
- کیمیا گیلانی (در نقش کیمیا)
- مهیار مجیب (در نقش نیما)
- داود منفرد (در نقش دایی)[۸]

### صداپیشگان
- هومن حاجی عبداللهی (صداپیشه پنگول)
- پیمان قریب‌پناه (صداپیشه پنگول)
- محمدرضا علیمردانی (صداپیشه قیطون خان)
- شیوا رضوی‌پور (صداپیشه چی)

### عروسک‌ها
- چرا
- چیه
- چطور
- چپل
- دادا
- پنگول
- قیطون خان
- گوگولی
- چی